# Фош (авианосец)
«Foch» R 99 — французский авианосец, второй корабль типа «Клемансо». Назван в честь маршала Фердинанда Фоша, второй французский корабль, получивший это имя.
Строительство корабля началось 15 февраля 1957 года и завершилось 28 июля 1960 года. 
15 июля 1963 года авианосец был введён в состав флота. 
В октябре 2000 года авианосец исключили из состава французского флота, и 15 ноября, пройдя модернизацию, он был продан Бразилии. Бразильцы переименовали корабль в «Сан-Паулу» (порт. São Paulo).

## Служба
С 15 июля 1980 до 15 августа 1981 была проведена модернизация помещений для команды, полетной палубы и двигателей. Системы корабля были усовершенствованы под новые самолёты Super Étendard. 
В 1982—1984 гг. корабль участвовал во французской военной операцией в Ливане. В состав авиакрыла входили:
- 6 F-8E (FN);
- 15 Super Étendard;
- 3 Etendard IVP;
- 5 Br-1050 Alizé;
- 6 SA-321G Super-Frelon;

С февраля 1987 до июня 1988 корабль оснастили двумя ЗРК «Кроталь» и заменили основные элементы РЭО. В 1990—1991 годах стоявший на якорной стоянке в Тулоне авианосец был переведён в состояние постоянной боеготовности в связи с операцией «Буря в пустыне». В 1992 году на корабле модернизировали обе катапульты и установили две пусковые установки SIMBAD для зенитных ракет MISTRAL. В 1993 году «Фош»  был переоборудован под самолёт Рафаль M — были установлены скаты, расположенные в конце катапульты.
С июля по август 1993 года, а также весной и летом 1994 года оказывал поддержку в военной операции в бывшей Югославии. 
С сентября 1995 до сентября 1997 установили две пусковые установки SADRAL, а также были заменены 100-миллиметровые орудия. 
С февраля по июнь 1999 года авианосец, в последний раз в составе французского флота, участвовал в операции НАТО против Сербии.

## Галерея
- Авианосец в порту Тулон (4 октября 2000 года)
- Заправка авианосец Foch (слева) вспомогательным судном Маас